# Terámetro
El terámetro es una unidad de longitud equivalente a 1012 metros (un billón). 
La distancia de Saturno al Sol es de aproximadamente 1,4 Tm, Urano a 2,8 Tm, Neptuno a 4,4 Tm y Plutón a 5,9 Tm. La luz tarda aproximadamente 55,59 minutos en recorrer esta distancia.